# Budești (Maramureș)
Pour les articles homonymes, voir Budești.
Budești (en hongrois Budfalva, Wynzdorf en allemand) est une commune roumaine du județ de Maramureș, dans la région historique de Transylvanie et dans la région de développement du Nord-Ouest.

## Géographie
Le village de Budești est situé au nord du județ, dans la zone montagneuse des Monts Gutîiului (qui culminent à 1 443 m), à 45 km à l'est de Baia Mare, la préfecture et à 25 km au sud de Sighetu Marmației.
La commune se compose du village de Budești (2 547 habitants en 2002) et de celui de Sârbi (923 habitants en 2002), plus au nord.

## Histoire
La première mention écrite du village date de 1361 sur un document du roi Louis Ier de Hongrie donnant le village aux fils de Litovoî.
Il apparaît ensuite en 1402 sous le nom hongrois de "Buthfalva".
Budești a abrité jusqu'à la Seconde Guerre mondiale une importante communauté juive qui fut exterminée par les Nazis durant la Shoah.

## Démographie
En 1910, la commune comptait 2 942 Roumains (96,8 % de la population), 144 Hongrois (3,9 %) et 580 Allemands (15,8 %).
En 1930, les autorités recensaient 3 184 Roumains (85,8 %) et 491 Juifs (13,2 %).
En 2002, la commune comptait 3 466 Roumains (99,9 %) .
| 1880  | 1900  | 1910  | 1930  | 1956  | 1977  | 1992  | 2002  | 2007  |
| ----- | ----- | ----- | ----- | ----- | ----- | ----- | ----- | ----- |
| 2 570 | 3 446 | 3 677 | 3 713 | 3 681 | 4 040 | 3 988 | 3 470 | 3 350 |

## Lieux et monuments
- Église en bois Saint Nicolas de 1643, inscrite avec sept autres églises du județ sur la liste du Patrimoine mondial par l'UNESCO en 1999[4].

Cette église, située dans le quartier de Josani, d'une grande homogénéité architecturale, est l'exemple le plus éloquent de ces églises. Elle possède un espace intérieur surélevé et un toit double. Ses grandes dimensions d'origine explique qu'elle n'ait subi aucune transformation au cours des siècles et qu'elle ait donc gardé sa forme initiale. Le programme décoratif, très riche en fresques, icônes sur verre et sur bois, date de 1762 et de 1832.